# Карва-чаутх

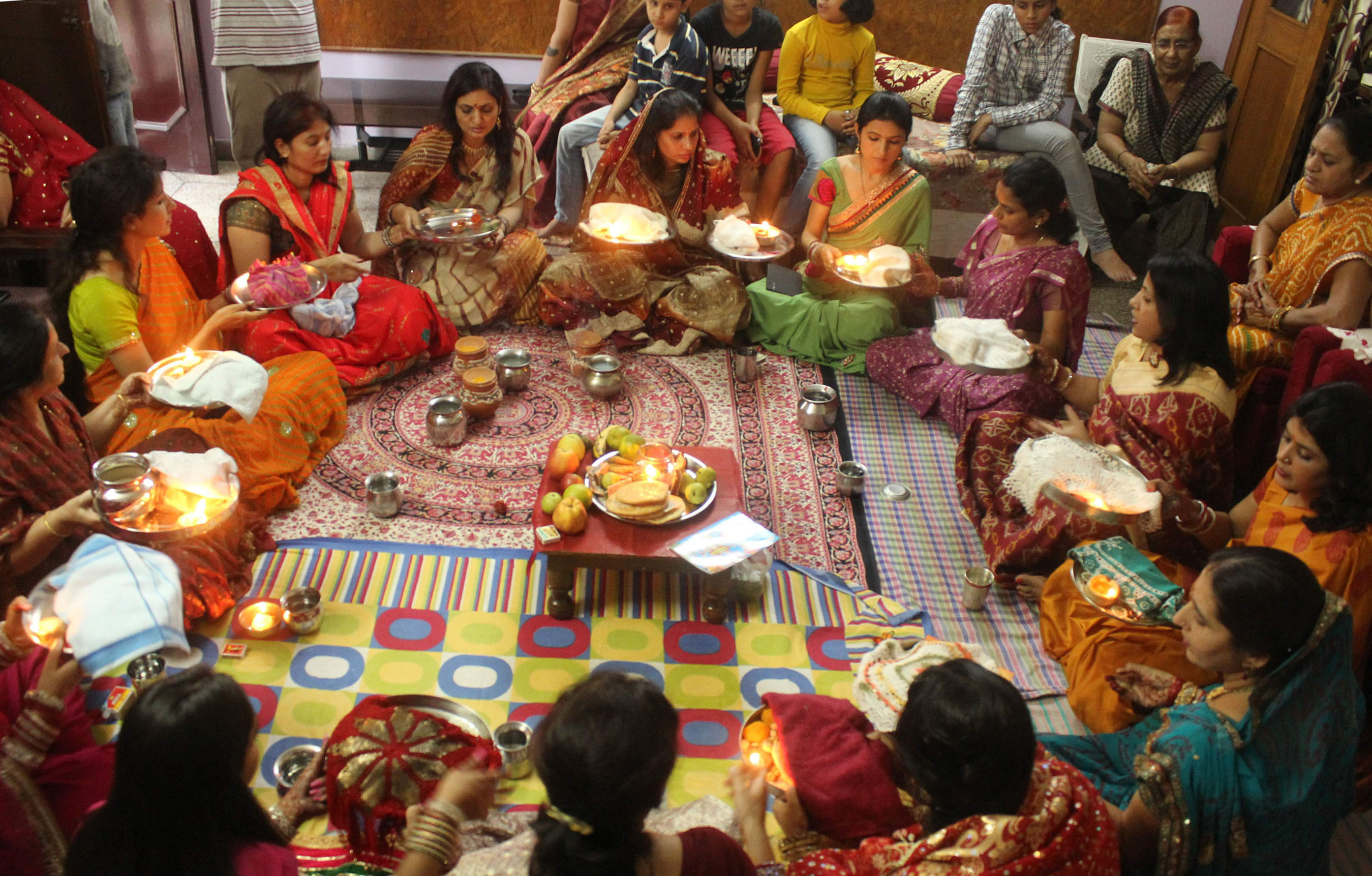
The fasting women collectively sitting in a circle, while doing Карва-чаутх puja, singing song while performing the feris (passing their thalis around in the circle)

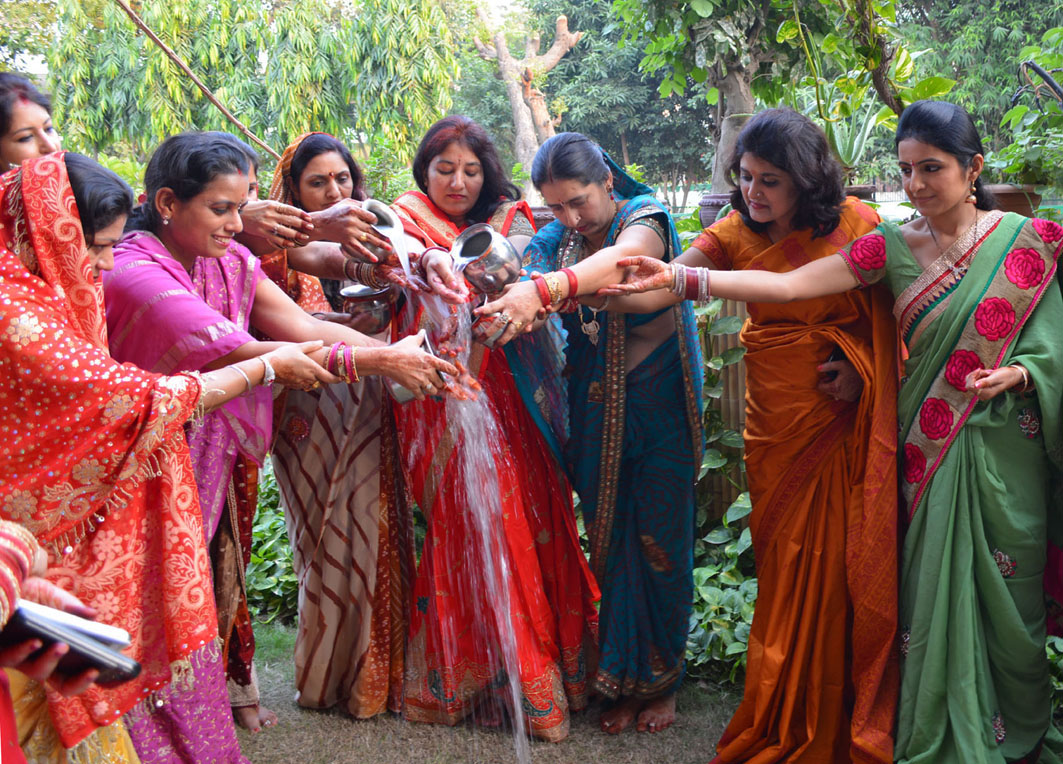
The fasting women after performing the Карва-чаутх puja, while offering water towards sun

Карва-чаутх — традиционный индуистский праздник замужних женщин, имеющий большое социо-культурное значение и отмечаемый в Северной Индии, преимущественно в Пенджабе и части Пакистана. В этот день, замужние индуистские женщины, в знак выражения супружеской верности, постятся, не принимая даже воды, и молятся о благополучии и долголетии своих мужей. Ритуал символизирует преданность жены своему мужу, её готовность пожертвовать ради него своим благополучием.
В переводе карва означает «глиняный горшок», а чаутх — «четвёртая ночь после полнолуния». Праздник отмечается на четвёртый день (чатуртхи-титхи) после полнолуния в месяц картика по индуистскому календарю. Вечером, сразу же после восхода луны, замужние женщины начинают поститься в присутствии своих мужей. Пост продолжается до восхода луны на следующий день, когда женщины наряжаются в свою лучшую одежду, украшают себя драгоценностями и хной. При появлении луны, они возносят ей молитвы и поклоняются ей, получая затем от своих мужей немного еды и воды. После этого, женщины принимают специально приготовленный ужин. В ходе ритуала поклонения луне, женщины предлагают ей еду и украшения в глиняном горшке, обмениваясь после этого прасадом друг с другом. Частью праздника также является слушание и повествование историй происхождения праздника. Детали проводимых в ходе фестиваля обрядов различаются в разных регионах Индии.